# Knooppunt Zestienhoven
Knooppunt Zestienhoven is een in aanbouw zijnd knooppunt tussen de A13 en de A16 ten noorden van Rotterdam net ten noorden van de huidige aansluiting Rotterdam The Hague Airport. Het knooppunt wordt gebouwd ten behoeve van de verlenging van de A16 tot aan de A13 om zo de A20 en de Molenlaan te ontlasten. De naam komt van de polder waarin de naastgelegen gelijknamige woonwijk ligt en waarnaar Rotterdam The Hague Airport oorspronkelijk genoemd was. Tijdens de planvorming werd ook wel de naam Schieveen gebruikt, naar de polder Schieveen die ten noordwesten van de Doenkade ligt. De Doenkade maakt deel uit van de N209 en ligt naast de luchthaven. Deze weg zal door het nieuwe stuk van de A16 vervangen worden.
De vormgeving van het knooppunt zal een splitsing zijn waarbij de A13 uit de richting Den Haag en Delft naadloos overloopt in de A16 in de richting van Rotterdam en Breda en vice versa. De verbinding tussen de A13 van en naar Rotterdam en het nieuwe tracé van de A16 ontbreekt. De huidige aansluiting Rotterdam The Hague Airport zal in het knooppunt verwerkt worden en toegang bieden tot de S114 naar Bedrijvenpark Noord-West en de Vliegveldweg naar Rotterdam The Hague Airport, maar is officieel geen onderdeel van het knooppunt. 
In 2019 is de bouw van het knooppunt van start gegaan en naar verwachting zal het knooppunt in 2025 geopend worden.

## Richtingen knooppunt
| Aansluitende wegen                             | Aansluitende wegen                           | Aansluitende wegen                    | Aansluitende wegen | Aansluitende wegen |
| ---------------------------------------------- | -------------------------------------------- | ------------------------------------- | ------------------ | ------------------ |
|                                                |                                              | richting Delft / Den Haag / Amsterdam |                    |                    |
|                                                |                                              |                                       |                    |                    |
| richting Bedrijventerrein Rotterdam Noord-West | richting Bergschenhoek / Berkel en Rodenrijs |                                       |                    |                    |
|                                                |                                              |                                       |                    |                    |
|                                                |                                              | richting Rotterdam / Schiedam         |                    |                    |